# 역순환 굴착

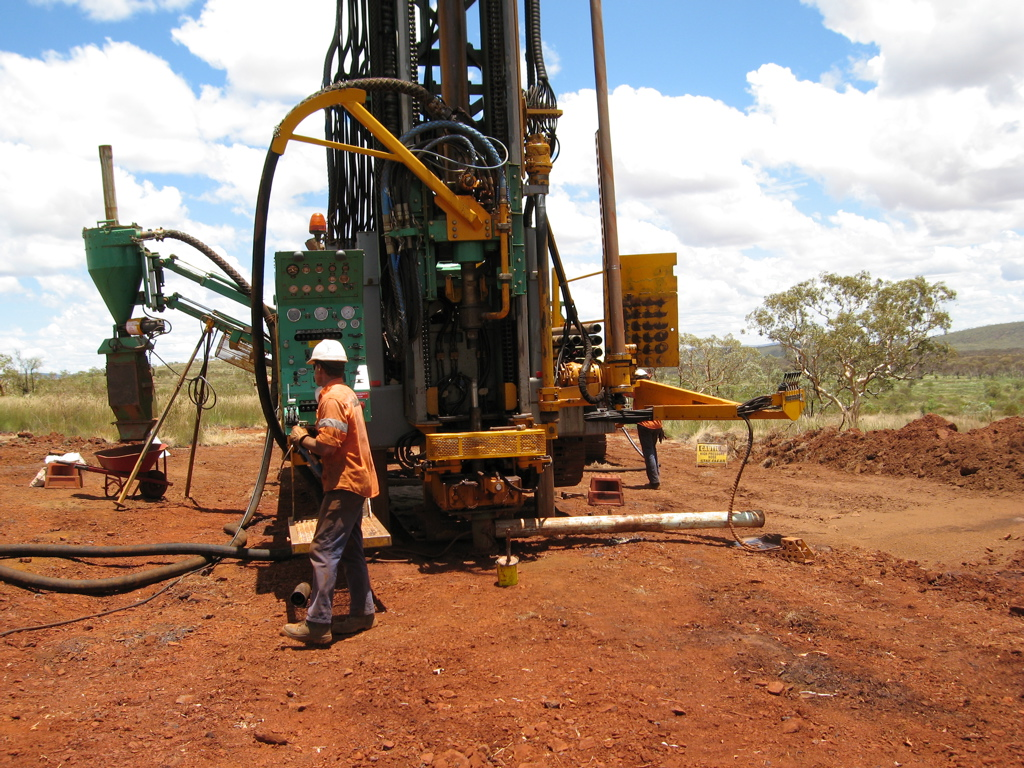
역순환 굴착 장비, 웨스턴오스트레일리아 주 뉴먼

역순환 굴착(Reverse Circulation Drill, RCD공법)은 1950년 중반 독일의 자르츠타사와 Wirth사가 개발한 공법으로 어스드릴(Earth Drill)공법과 함께 대표적인 대구경 현장타설 콘크리트 말뚝 시공 공법중의 하나이다. RCD장비를 이용해 정수압으로 공벽을 보호하며 드릴로드 끝부분에 장착된 특수한 드릴 비트(Drill Bit)를 360도 회전시켜 지반에 대구경 천공을 한후 미리 조립된 철근망을 삽입하고, 콘크리트를 타설하여 대구경 현장타설 콘크리트 말뚝을 시공한다. 일반적인 로터리식 타공(boring) 공법에서의 물의 순환과는 반대로 드릴 막대관(drill rod pipe)으로 순환수와 굴착토를 함께 흡입하여 지상으로 배출한다. 배출된 순환수는 침전지를 거쳐 다시 굴착공으로 보내지게 된다. 인천대교에 직경 3,000mm의 현장타설 콘크리트 말뚝 시공에 RCD공법이 이용되었다.

## 관련 공법
- 어스드릴(Earth Drill) 공법

현장타설말뚝 공법중 하나로 회전 Bucket을 이용하여 굴착하면서 안정액으로 공벽을 유지하면서 지반을 굴착 후 철근망을 삽입하고 콘크리트를 타설하는 공법이다.
안정액을 사용하므로 일수현장과 슬라임 처리에 주의해야하고 지반에 호박돌이나 전석층이 나올 경우엔 시공이 곤란하다.
- 올케이싱(All Casing) 공법

올케이싱공법은 요동식 올케이싱공법과 전선회식 올케이싱공법(일명 돗바늘공법)이 있는데 해머 그랩으로 토사를 배출하면서 케이싱을 압입하여 지반을 굴착하는 공법이다.
케이싱의 수직도 유지와 철근공상에 유의하여야한다.